# Nicolae Zamfir
Nicolae Zamfir (Craiova, 14 december 1944 - 14 september 2022) was een Roemeens voetbaltrainer.

## Carrière
In 1990 werd Zamfir coach van OFK Bdin Vidin. Hij heeft als hoofdtrainer bij diverse clubs gewerkt zoals FC Drobeta, Chimia Râmnicu Vâlcea, FC U Craiova 1948 en JEF United Ichihara. 